# Spilosoma moerens
Spilosoma moerens là một loài bướm đêm thuộc phân họ Arctiinae, họ Erebidae.